# Anoplodactylus exaggeratus
Anoplodactylus exaggeratus är en havsspindelart som beskrevs av Stock, J.H. 1994. Anoplodactylus exaggeratus ingår i släktet Anoplodactylus och familjen Phoxichilidiidae. Inga underarter finns listade i Catalogue of Life.